# Аленка Ранчић
Аленка Ранчић (Книн, 17. фебруар 1935 — Београд, 26. јануар 2005) била је српска глумица.

## Биографија
Рођена 17. фебруара 1935. године у Книну. Једна је од првих школованих глумица у Југославији. На почетку каријере била је члан Народног позоришта у Титограду, а потом се посветила раду на филму, где је остварила око 30 улога.
У филму Божидара Ранчића „Бела рода“ 1960. године остварила је прву главну улогу, заједно са својим супругом Јованом Ранчићем, који је био познати глумац, сценариста и редитељ. Са својим супругом је касније сарађивала и као глумица и као уметнички сарадник на филмовима: „Дечак и виолина“, „Последња трка“, „Маховина на асфалту“ и „Сунцокрети“, где је Аленка била косценариста.
Значајне улоге је остварила и у филмовима Живојина Павловића: „Кад будем мртав и бео“, „Буђење пацова“ и „Заседа“.
Била је прва жена директор Филмског фестивала у Нишу. Преминула је 26. јануара 2005. године у Београду у 70. години живота. Сахрањена је крајем јануара у Алеји заслужних грађана на Новом гробљу у Београду.

## Филмографија
| Год.  | Назив                        | Улога                                |
| ----- | ---------------------------- | ------------------------------------ |
| 1961. | Парче плавог неба            | Марија                               |
| 1962. | Степа                        | Јегорова мајка                       |
| 1962. | Прозван је и V-3             | професорка француског језикa         |
| 1964. | Службени положај             | радница у погону                     |
| 1965. | Лажљивица                    |                                      |
| 1966. | До победе и даље             |                                      |
| 1967. | Кад будем мртав и бео        |                                      |
| 1967. | Буђење пацова                | Мирела, жена заљубљена у Бамберга    |
| 1968. | Вук са Проклетија            |                                      |
| 1968. | Хероин                       | Луциа Немања                         |
| 1969. | Заседа                       | Другарица с наочарима                |
| 1969. | Осека                        |                                      |
| 1971. | Романса коњокрадице          | Сура                                 |
| 1971. | Клопка за генерала           | мајка                                |
| 1973. | Живети од љубави             | Ана                                  |
| 1974. | Нож                          |                                      |
| 1974. | СБ затвара круг              | Вера                                 |
| 1975. | Дечак и виолина              |                                      |
| 1975. | Ђавоље мердевина (ТВ серија) | Рада                                 |
| 1979. | Последња трка                | разредни старешина                   |
| 1979. | Национална класа             | Емилија Цукон                        |
| 1980. | Трен (ТВ серија)             |                                      |
| 1981. | Нека друга жена              | Лелина газдарица                     |
| 1981. | Лов у мутном                 | Мара, жена председника кућног савета |
| 1982. | Живети као сав нормалан свет |                                      |
| 1983. | Маховина на асфалту          | Вера                                 |
| 1984. | Откос (ТВ серија)            | жена на станици                      |
| 1984. | Бањица (ТВ серија)           |                                      |
| 1986. | Свечана обавеза (ТВ)         | Катица                               |
| 1988. | Сунцокрети                   | комшиница                            |
| 1995. | Наслеђе (ТВ)                 |                                      |
| 1995. | Трећа срећа                  | Миличина мајка                       |
| 1996. | Горе доле                    | медицинска сестра                    |